# Szungjüan
Szungjüan (egyszerűsített kínai írással: 松原市, pinjin: Sōngyuán Shì) prefektúra szintű város Kínában, Csilin tartományban. Lakosainak száma 2 252 994 fő (2020).

## Népesség
| 2018 | 2 750 000 |
| 2020 | 2 252 994 |